# دردار صغير
دردار صغير (الاسم العلمي:Ulmus nana) هو نوع غير مؤكد من النباتات يتبع جنس الدردار من الفصيلة الدردارية.